# Kulturpflanze

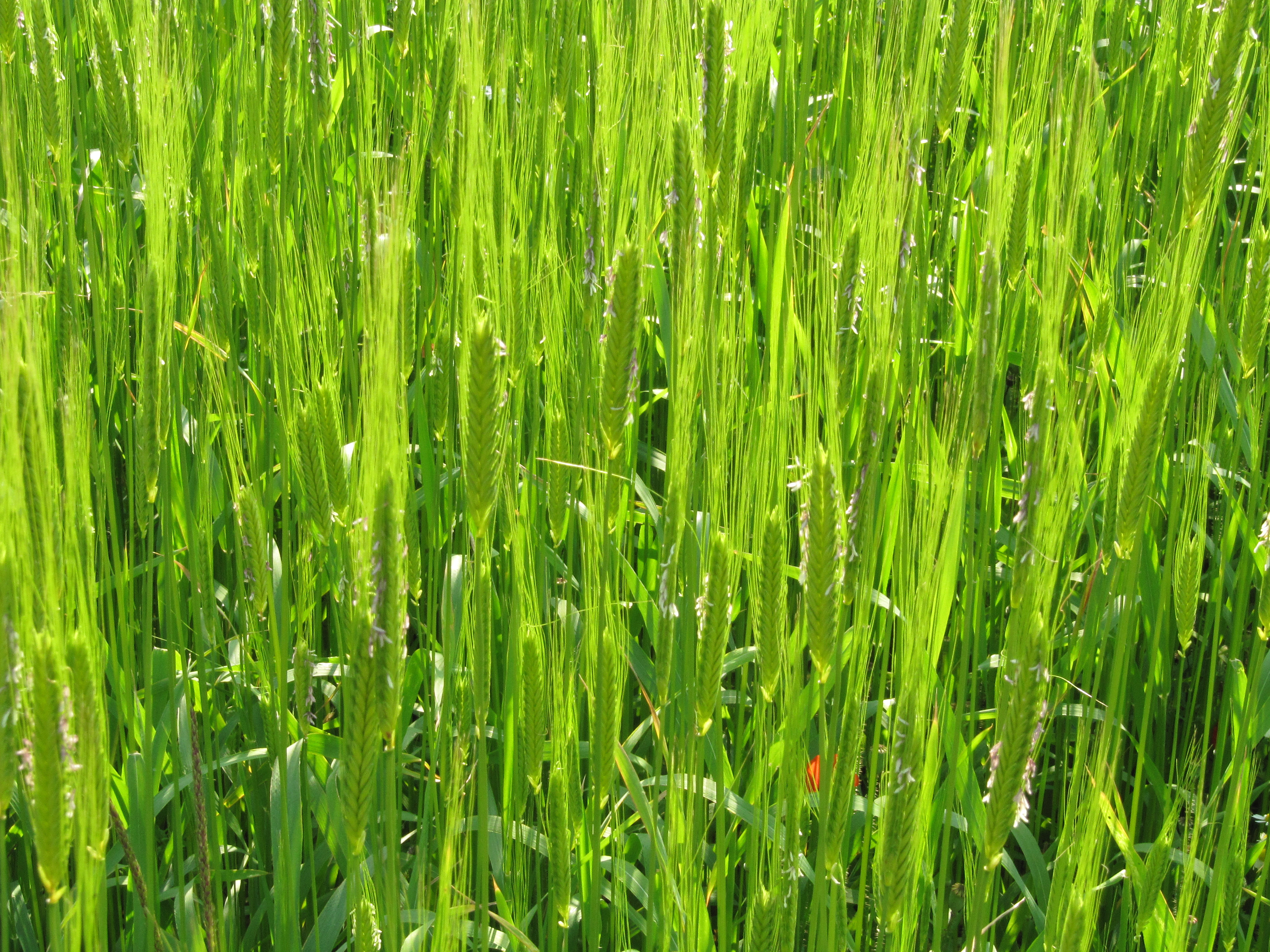
Das Einkorn gilt als eine der ältesten in Kultur genommenen Getreidearten.

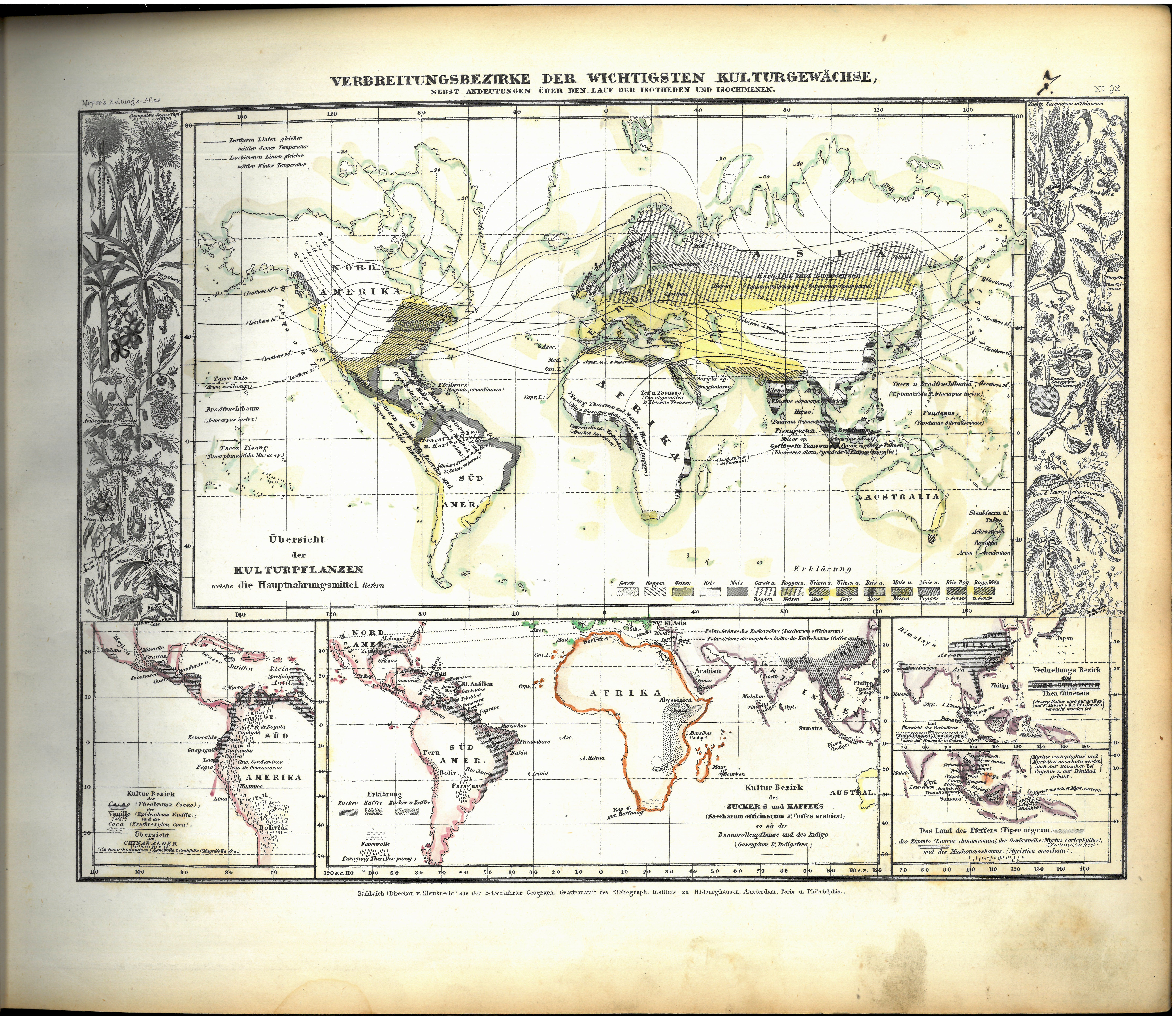
Karte der Verbreitungsbezirke der wichtigsten Kulturgewächse 1849

Eine Kulturpflanze ist eine Pflanze, die durch das Eingreifen des Menschen zielgerichtet als Nutz- oder Zierpflanze angebaut, kultiviert und züchterisch bearbeitet (domestiziert) wird.
Eine Kulturpflanzensorte, die sich von anderen, verwandten Sorten anhand morphologischer, physiologischer, zytologischer, chemischer oder anderer Merkmale unterscheidet, nennt man auch KulturVarietät oder Cultivar. Der Unterschied ist die Rangstufe im internationalen Code der Nomenklatur der Kulturpflanzen, der die einheitliche Benennung von Kulturpflanzensorten regelt. 
Kulturpflanzen weisen durch die Domestizierung im Gegensatz zu Wildpflanzen typische Veränderungen auf. Beispielsweise kann die Keimruhe der ausgereiften Samen reduziert sein. Bei Getreidearten fallen die später zu erntenden Samen nicht so schnell aus ihrem Sitz. Einige Kulturpflanzen wie etwa manche Zitrusfrüchte bilden gar keine Samen mehr aus. Typisch für die meisten Kulturpflanzen ist auch ein Riesenwuchs im Vergleich zur Wildpflanze.